# دنیاهای من: کلکسیون
دنیاهای من: کلکسیون (به انگلیسی: My Worlds: The Collection) نام اولین آلبوم گردآوری‌شدهٔ جاستین بیبر است.
در این آلبوم، تمام ترانه‌های آلبوم‌های «دنیای من» و «دنیای من ۲.۰» او آمده‌است.